# 奥伯湖 (博登湖)
47°37′N 9°26′E / 47.61°N 09.44°E

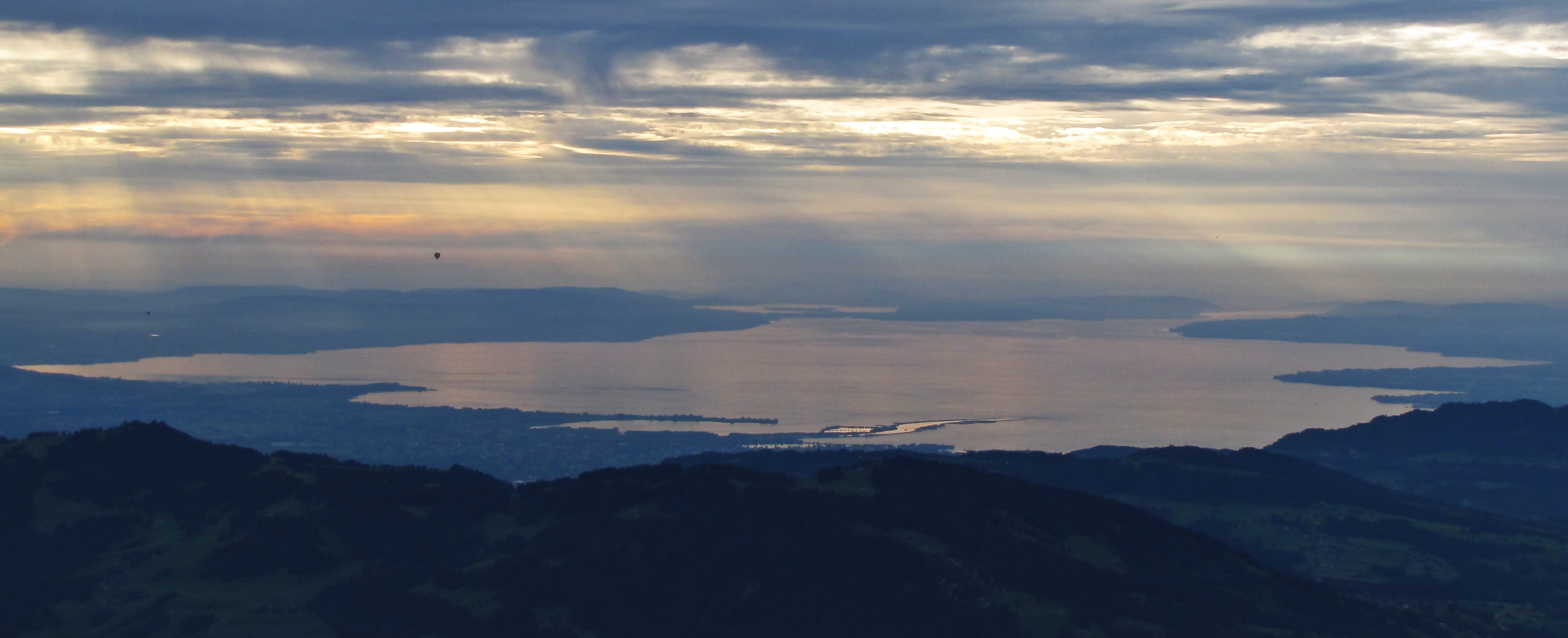

奥伯湖（德語：Obersee，意为“上湖”），又称上康斯坦茨湖（英語：Upper Lake Constance），是中歐的湖泊，位於德國、奧地利和瑞士接壤的邊境，長63公里、寬14公里，面積472平方公里，海拔高度395.33米，平均水深101米，最大水深251米，水體容量47.6立方公里，湖岸線長度186公里。